# Олайинка, Петер
Петер Олайинка Оладежи (англ. Peter Olayinka Oladeji; род. 18 ноября 1995 или 16 ноября 1995, Ибадан) — нигерийский футболист, нападающий белградского клуба «Црвена звезда» и сборной Нигерии.

## Клубная карьера

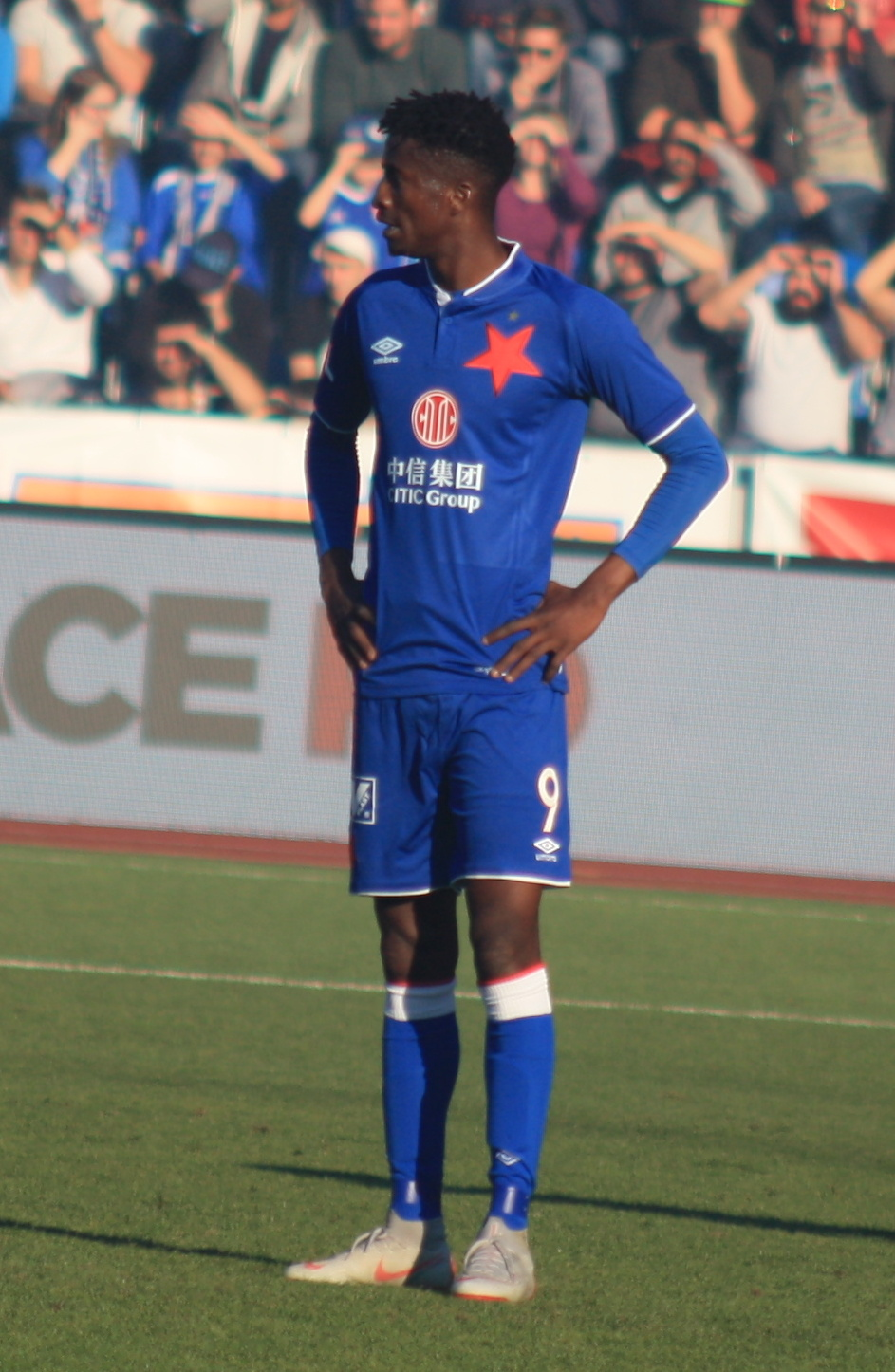
Олайинка в составе пражской «Славии»

Олайинка начал карьеру на родине. В 2012 году его заметили скауты албанского клуба «Бюлис» и пригласили в команду. 20 октября в матче против «Люфтетари» он дебютировал в албанской Суперлиге. 4 февраля 2013 года в поединке Кубка Албании против «Теуты» Олайинка забил свой первый гол за «Бюлис». Летом того же года для получения игровой практики Петер на правах аренды выступал за клуб ТРСК «Яничами Агделен». Летом 2014 года Олайинка перешёл в «Скендербеу». 14 сентября в матче против «Аполонии» он дебютировал за новый клуб. 25 октября в поединке против «Влазнии» Петер забил свой первый гол за «Скендербеу». В 2015 году он помог команде выиграть чемпионат.
Летом 2016 года Олайинка подписал трёхлетнее соглашение с бельгийским «Гентом». Сумма трансфера составила 1,1 млн евро. Сразу же для получения игровой практики Петер был отдан в аренду чешскую «Дуклу». 29 июля в матче против «Теплице» он дебютировал в Гамбринус лиге. 6 августа в поединке против «Словацко» Олайинка забил свой первый гол за «Дуклу».
Летом 2017 года Петер на правах аренды перешёл в «Зюлте-Варегем». 29 июля в матче против «Эйпена» он дебютировал в Жюпиле лиге. 18 августа в поединке против льежского «Стандарда» Олайинка забил свой первый гол за «Зюльте-Варегем». Летом 2018 года Петер подписал контракт с пражской «Славией». 3 августа в матче против «Опавы» он дебютировал за новый клуб. В этом же поединке Олайинка забил свой первый гол за «Славию».

## Международная карьера
13 октября 2019 года в товарищеском матче против сборной Бразилии Олайника дебютировал за сборную Нигерии. 

## Достижения
Командные
 «Скендербеу»
- Чемпион Албании — 2014/15

 «Славия (Прага)»
- Чемпион Чехии — 2018/19, 2019/20, 2020/21
- Кубок Чехии — 2018/19